# George Frank Elliot
George Frank Elliot, ameriški general marincev, * 30. november 1846, Utah, Alabama, ZDA, † 4. november 1931, Washington, D.C.. 
Elliot je do zdaj edini komandant Korpusa mornariške pehote Združenih držav Amerike, ki se je predhodno izpopolnjeval na akademiji West Point.

## Življenjepis
Leta 1868 je vstopil v Vojaško akademijo West Point, ki jo je končal junija 1870. Oktobra istega leta je postal poročnik Korpusa mornariške pehote Združenih držav Amerike. Do leta 1871 je služil v marinski vojašnici Washington, D.C., nakar je bil premeščen v Portsmouth (New Hampshire). Pozneje je služil na USS Vermontu, USS Frolicu in na USS Monogehali. Leta 1877 je bil v Norfolku (Virginija), ko je poveljeval odredu, ki je stražil železniški predor v Baltimoru in Ohiu. 
Leta 1880 je bil premeščen na USS Alliance, nato pa v marinsko vojašnico Boston (Massachusetts), kjer je služil od 1882 do 1884, ko se je vrnil v Norfolk. Leta 1885 je bil z bataljonom poslan v Panamo.
Leta 1894 je bil poslan na USS Baltimore kot flotni marinski častnik; s to ladjo je odplul na Kitajsko, kjer so zavarovali ameriške intereste med japonsko-kitajsko vojno. 
Junija 1895 je bil poslan v marinsko vojašnico Brooklyn (New York). Od 22. aprila do 20. septembra 1898 je bil pod poveljstvom Severnoatlantske flote, ki je bila poslana v Guantanamo Bay (Kuba). Tu je sodeloval v bojih kot poveljnik dveh čet.
Oktobra 1898 je bil poslan v marinsko vojašnico Navy Yard (Washington, D.C.). Avgusta 1899 je bil postavljen za poveljnika 2. bataljona marincev, ki je bil na Filipinih. Med oktobrom 1899 in januarjem 1900 je poveljeval 1. marinski brigadi, ki jo je vodil med bitko za Novaleto. Nato se je vrnil v Norfolk, kjer je ostal do leta 1903, ko je postal poveljnik marinske vojašnice Washington, D.C.
3. oktobra 1903 je bil imenovan za brigadnega generala-komandanta Korpusa mornariške pehote Združenih držav Amerike. Decembra istega leta je sestavil Začasno marinsko brigado, ki ji je poveljaval v Panami do 15. februarja 1904, ko je odšel nazaj na HQMC.
21. maja 1908 je bil povišan v generalmajorja. V svojem mandatu se je boril za ohranitev prisotnosti marincev na glavnih ladjah ter proti združitvi korpusa s Kopensko vojsko ZDA. Prav tako so pod njegovim poveljstvom temeljito prenovili dom marincev - vojašnico v Washingtonu, ki se je ohranila v novi obliki do danes. 30. novembra 1910 se je upokojil, ko je dosegel obvezno starostno mejo.
4. novembra 1931 je umrl v svojem domu v Washingtonu, D.C. po kratki bolezni. Pokopan je na pokopališču Arlington.
V njegovo čast je bila poimenovana transportna vojaška ladja, ki je bila leta 1942 potopljena pri Guadalcanalu.

## Napredovanja
- oktober 1870 - poročnik
- 1878 - nadporočnik
- 1892 - stotnik
- marec 1899 - major
- september 1899 - podpolkovnik
- marec 1903 - polkovnik
- 3. oktober 1903 - brigadni general
- 21. maj 1908 - generalmajor